# EN 3
Tiêu chuẩn Châu Âu EN 3 quy định các yêu cầu cho bình chữa cháy di động. Tuân thủ tiêu chuẩn là yêu cầu pháp lý cho việc cấu tạo tất cả các bình chữa cháy trong Liên minh Châu Âu.
Tiêu chuẩn đã được công bố thành 10 phần:
- EN 3-1: Bình chữa cháy di động. Mô tả, thời gian hoạt động, kiểm tra cháy lớp class A và B.
- EN 3-2: Bình chữa cháy di động. Kín khít, kiểm tra cách điện, kiểm tra nén, quy định đặc biệt.
- EN 3-3: Bình chữa cháy di động. Cấu tạo, khả năng chống áp lực, kiểm tra cơ học.
- EN 3-4: Bình chữa cháy di động. Lượng xịt, yêu cầu cháy tối thiểu.
- EN 3-5: Bình chữa cháy di động. Thông số kỹ thuật và kiểm tra bổ sung.
- EN 3-6: Bình chữa cháy di động. Quy định về xác nhận tuân thủ của bình chữa cháy di động theo EN 3-1 đến 3-5. Sửa đổi 1.
- EN 3-7: Bình chữa cháy di động. Đặc điểm, yêu cầu hiệu suất và phương pháp kiểm tra.
- EN 3-8: Bình chữa cháy di động. Yêu cầu bổ sung đối với EN 3-7 cho việc cấu tạo, khả năng chống áp lực và kiểm tra cơ học cho bình chữa cháy có áp suất tối đa cho phép bằng hoặc thấp hơn 30 bar.
- EN 3-9: Bình chữa cháy di động. Yêu cầu bổ sung đối với EN 3-7 về khả năng chống áp lực của bình chữa cháy CO2.
- EN 3-10: Bình chữa cháy di động. Quy định để đánh giá khả năng tuân thủ của một bình chữa cháy di động theo EN 3-7.

EN 3-1, EN 3-2, EN 3-4 và EN 3-5 đã bị rút lại và được thay thế bằng EN 3-7, EN 3-8 và EN 3-9.
EN 3-6 đã bị rút lại và được thay thế bằng EN 3-10.